# Benjamin Rabenorolahy
 (septembre 2021).
Benjamin Rabenorolahy (né le 21 janvier 1940 à Morombe et mort le 14 juillet 2020 à Antananarivo) est un pasteur et homme politique malgache. Il a été président de l’Église luthérienne malgache (FLM - Fiangonana Loterana Malagasy) pendant 16 ans avant 2004.
Il était membre du Sénat de Madagascar pour la région du Nord-Ouest et ne représentait aucun parti.
Il est décédé le 14 juillet 2020 à Antananarivo d'une insuffisance rénale, et de complications liées au Covid-19, lors de la pandémie de Covid-19 à Madagascar,.